# 301 ق م
301 ق م أو 301 قبل الميلاد هي سنة من العقد 30 ق م في التقويم اليولياني البروليبتي (التقويم الميلادي). تسبقها سنة 302 ق م وتليها سنة 300 ق م.

## أحداث
- القرن 3 ق م

## مواليد
- فابيوس ماكسيموس
- صدربعل برقة
- صفنبعل
- جايوس ترينتيوس فارو

## وفيات
- أرخيداموس الرابع
- بوبليوس كلاوديوس بولتشر
- هيرونيموس الكاردي
- أنتيغونوس الأول مونوفثالموس
- بيروسوس

## كتب
- Yves Denis Papin (1998). Chronologie de l'histoire ancienne. Lieu de publication non identifié: Éditions Jean-paul Gisserot. ISBN:2-87747-346-5. OCLC:40746926. مؤرشف من الأصل في 2022-03-16.
- أحمد محمد عوف (2000)، موسوعة حضارة العالم، QID:Q12246226

## وصلات خارجية
- صفحة السنة على موقع onthisday.com
- سنة 301 ق م على موقع المكتبة الوطنية الفرنسية